# Cours-de-Monségur
Cours-de-Monségur är en kommun i departementet Gironde i regionen Nouvelle-Aquitaine i sydvästra Frankrike. Kommunen ligger i kantonen Monségur som tillhör arrondissementet Langon. År 2022 hade Cours-de-Monségur 243 invånare.

## Befolkningsutveckling
Antalet invånare i kommunen Cours-de-Monségur
Referens:INSEE